# Fudbalski klub Skopje
Il Fudbalski klub Skopje (in macedone Фудбалски клуб Скопје?), meglio noto come FK Skopje, è una società calcistica macedone con sede nella capitale Skopje. Milita nella Vtora liga, la seconda divisione del campionato macedone di calcio.
È nato nel 1960, dalla fusione fra FK Metalec e FK Industrijalec, come MIK, acronimo di "Metalska Industrija Kale".

## Palmarès

### Competizioni nazionali
- Makedonska republička liga: 1

1969-1970
- Vtora makedonska fudbalska liga: 2

1996-1997, 2020-2021